# جيروم فوستر الثاني
جيروم فوستر الثاني (ولد في 9 مايو 2002) هو ناشط بيئي أمريكي، وهو أصغر مستشار للبيت الأبيض في تاريخ الولايات المتحدة الأمريكية بصفته عضوًا في المجلس الاستشاري للعدالة البيئية للبيت الأبيض ضمن إدارة جو بايدن. يعد فوستر من الأصوات البارزة التي تدافع عن الطبقة العاملة والجماعات المهمشة في الفضاءات التي تدفع نحو العدالة الاجتماعية والاقتصادية والبيئية. وهو أيضًا أحد المنظمين الرئيسيين لمجموعة إضرابات مدرسية من أجل المناخ، قادها عند البوابة الأمامية للبيت الأبيض على مدى أكثر من 57 أسبوعًا. شغل فوستر في السابق منصب سكرتير شؤون الكونغرس للنائب الأمريكي جون ليويس في عمر السادسة عشر وشغل أيضًا منصبًا في المجلس الاستشاري للهيئة التعليمية في واشنطن في عمر الرابعة عشر.
ساعد فوستر في تنظيم مجموعة من أضخم المسيرات من أجل المناخ في واشنطن، وتحدث أمام اللجنة العليا لحقوق الإنسان في الأمم المتحدة في شهر أبريل من عام 2019 وأمام قمة المناخ لشباب الأمم المتحدة في شهر سبتمبر من عام 2019. نال فوستر اعترافًا عالميًا بعد تنظيمه إضرابات مدرسية من أجل المناخ خارج البيت الأبيض وبعد أن أجرى معه نائب الرئيس الأسبق آل غور مقابلة في الدورة التدريبية على القيادة لمشروع واقع المناخ في أتلانتا في شهر مارس من عام 2019.

## نشأته
ولد جيروم فوستر الثاني في واشنطن في 9 مايو 2002 لوالدته رينيه فوستر ووالده جيروم فوستر. التحق فوستر بثانوية أكاديمية القيادة في واشنطن، وتخرج فيها في شهر يونيو من عام 2020. في عام 2019، اختير فوستر من قبل مدير مكتب الولاية للتعليم للالتحاق بجامعة هارفارد خلال صيف الصف الثاني الثانوي. تخرج فوستر في الثانوية في شهر يونيو من عام 2020 ودرس علوم الحاسوب في جامعة بيس.

## نشاطه

### تي إيه يو في آر
حين كان يبلغ من العمر أربعة عشر عامًا، أسس فوستر منظمة التكنولوجيا الاندماجية، تي إيه يو في آر، التي بنت بيئات واقع افتراضي تتعلق بالتاريخ الأمريكي والتغير المناخي والهجرة الأمريكية اللاتينية إلى الولايات المتحدة الأمريكية، وبمسائل أخرى. في شهر سبتمبر من عام 2017، ظهرت تي إيه يو في آر في برنامج إكس كيو سوبر سكول لايف الذي كان يبث على قنوات إيه بي سي وسي بي إس وإن بي سي وفوكس والذي صور قصة حلوله في المركز الثالث في المجموعة العالمية لريادة الأعمال.

### إضرابات المناخ أمام البيت الأبيض
بصفته جزءًا من إضراب غريتا ثونبيرغ المدرسي من أجل المناخ، نظم فوستر إضرابات مناخية أسبوعية أمام البيت الأبيض في ساحة لافايت. في 13 سبتمبر 2019، انضمت ثونبيرغ في جزء من رحلتها العابرة للأمريكيتين إلى مؤتمر الأمم المتحدة للتغير المناخي 2019 في سانتياغو، تشيلي، إلى إضرابات المناخ أمام البيت الأبيض التي كان فوستر ينظمها والتي جذبت آلاف الأشخاص إلى الموقع. وخلال تنظيمه لهذه الإضرابات المناخية، التقى فوستر بجين فوندا وتعاون معها في تنظيم احتجاجاتها.

### منظمة ون ميليون أوف أس
أسس فوستر منظمة ون ميليون أوف أس مطلع العام 2019. والتي كانت منظمة دولية غير ربحية لدعم الشباب وانتخابهم، والتي كانت تهدف إلى «تعليم وتمكين وحشد حركة من الشباب لكي ينشطوا مدنيًا ويبرزوا على الساحة المحلية والعالمية من خلال شراكتهم المدنية متعددة الجوانب والتي كانت تركز على الشباب»، وأقامت ون ميليون أوف أس تحالفًا كبيرًا سيوفر للشباب الأدوات التي يحتاجونها لإحداث تغييرات شاملة ضمن جماعاتهم ومدارسهم ومناصبهم السياسية.